# Wat Bang Phli Yai Nai

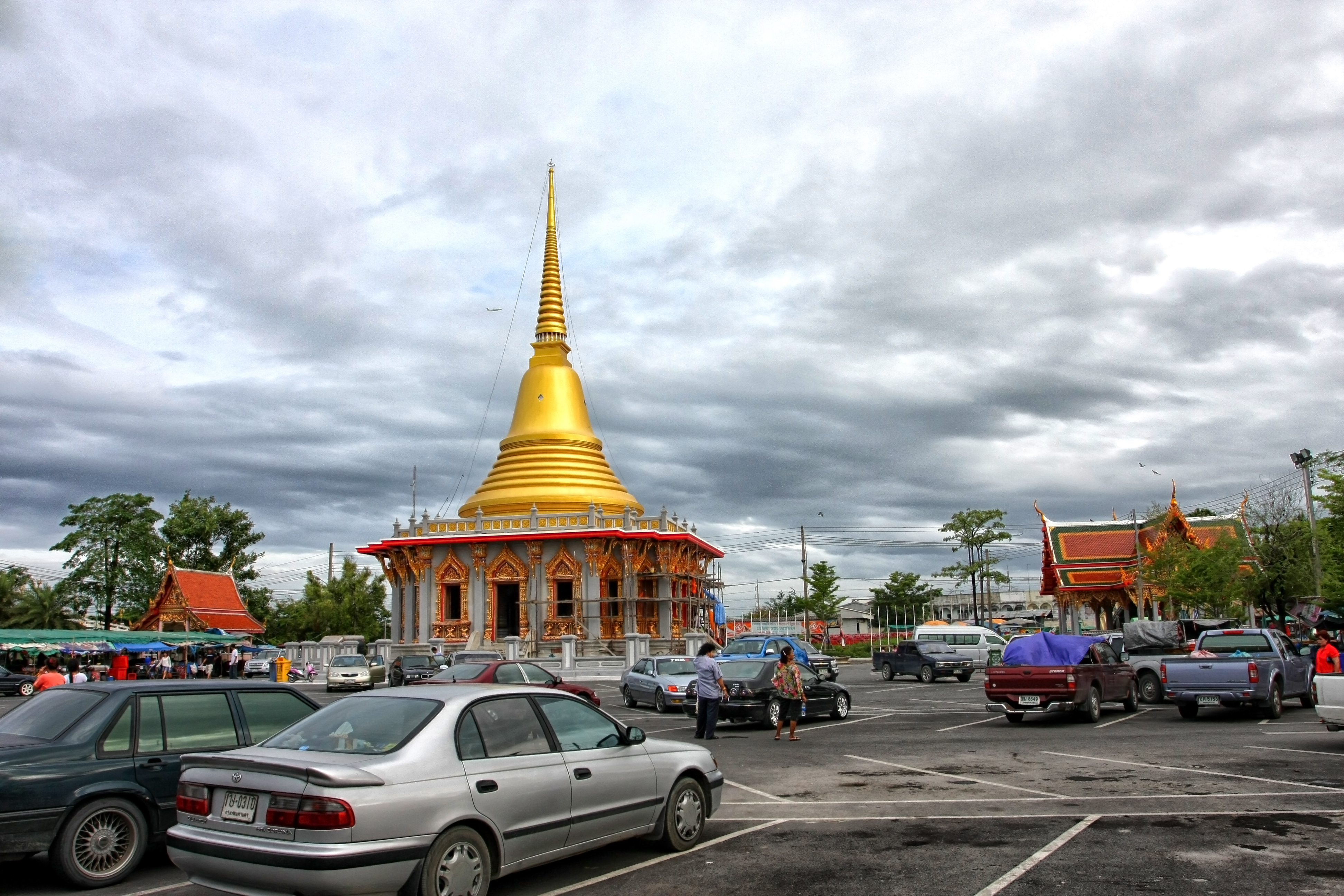
Wat Bang Phli Yai Nai

Der Wat Bang Phli Yai Nai (Thai วัดบางพลีใหญ่ใน) ist ein buddhistischer Tempel im Amphoe Bang Phli, Provinz Samut Prakan in Zentral-Thailand.
Der Tempel wurde zu Ehren König Naresuans des Großen (1590–1605) und dessen Sieg über die Burmesen erbaut.
Wat Bang Phli Yai Nai beherbergt den Luang Pho To (Verehrenswerter Vater), ein verehrtes Abbild des sitzenden Buddha, eine Bronzestatue, die im Phra Ubosot Gebäude steht. Deshalb wird der Tempel auch Wat Luang Pho To genannt.
Der Tempel liegt nahe am Flughafen Suvarnabhumi. Jedes Jahr wird hier das Lotusblüten-Festival gefeiert.